# Marcillo
Marcillo es una localidad del municipio burgalés de Quintanaélez, en la Comunidad Autónoma de Castilla y León (España). 
La iglesia está dedicada a santa Águeda.

## Localidades limítrofes
Confina con las siguientes localidades:
- Al norte con La Aldea.
- Al noreste con Zangández.
- Al este con Cascajares de Bureba.
- Al sureste con Busto de Bureba.
- Al oeste con Quintanilla cabe Soto, Quintanaélez y Soto de Bureba.

## Demografía
Evolución de la población
| Gráfica de evolución demográfica de Marcillo entre 2000 y 2017     |
|                                                                    |
| Población de derecho (2000-2017) según el padrón municipal del INE |

## Historia
Así se describe a Marcillo en el tomo XI del Diccionario geográfico-estadístico-histórico de España y sus posesiones de Ultramar, obra impulsada por Pascual Madoz a mediados del siglo XIX:

Villa con ayuntamiento en la provincia, diócesis, audiencia territorial y capitanía general de Burgos (9 ½ leguas), partido judicial de Briviesca (2 ½); Situada en una ladera donde reinan con especialidad los vientos N y S; su clima es sano, y no se conocen enfermedades dominantes. Tiene 20 casas, inclusa la consistorial, todas de un solo piso y de mala distribución interior; una fuente de buenas aguas dentro de la población, y una iglesia parroquial matriz (Santa Águeda), servida por 1 cura párroco y 1 sacristán. Confina el término N la Aldea del Portillo; E Busto; S Quintana-Elez, y O Quintanilla Cabesoto. El terreno participa de monte y llano, constituyendo aquél la sierra denominada de Frías, la cual se extiende desde Oña hasta Pancorbo, y tiene que atravesarse para ir a la ciudad de su nombre; por lo demás el suelo se compone de miga, y aunque de secano todo, es sin embargo bas-tante productivo; al N se encuentra un pequeño monte llamado el Encinal, cuya extensión es de ½ legua de largo y ¼ de ancho, poblado de encina baja, del cual se surten de leña los vecinos; inmediato al pueblo y a su izquierda pasa un arroyo de curso constante, aunque poco caudaloso, que nace en la sierra, concurriendo a formarlo dos fuentes; corre de N a S, y va a desaguar en el río Matapán; de sus aguas se abastecen los moradores para beber y demás usos. Caminos: además de la carretera abierta por la Sociedad Riojana, que conduce a Santander y pasa cerca de la villa que se describe, hay los de comunicación para los pueblos inmediatos. Correos: la correspondencia se recibe de Briviesca por medio de los vecinos que van a ésta semanalmente. Producciones: granos de todas clases y algunos pasos en el citado monte; cría ganado lanar, caballar y vacuno en corto número, y caza de perdices, liebres y codornices. Industria: la agrícola. Población: 15 vecinos, 55 almas. Capital productivo: 244.600 reales. Imponible: 23.983. Contribución: 1.139 reales 26 maravedíes. El presupuesto municipal asciende a 260 reales, y se cubre por reparto vecinal.
Diccionario geográfico-estadístico-histórico de España y sus posesiones de Ultramar